# Cindy Kiro
Dame Cindy Kiro DNZM (Whangarei, 1958) é uma acadêmica e administradora de saúde pública neozelandesa que serve atualmente como a 22ª Governadora-geral da Nova Zelândia. Kiro é a quarta mulher a ocupar o cargo e a primeira mulher maori a se tornar governadora-geral.
Em maio de 2021, a primeira-ministra Jacinda Ardern anunciou Cindy Kiro para ocupar o cargo após o mandato de  Patsy Reddy expirar em setembro.
Entre os anos de 2003 e 2009, Kiro ocupou o cargo de Comissária das Crianças, que promove direitos e o bem-estar de crianças e adolescentes neo-zelandeses.
Em 2021, ela foi nomeada Dama por seus serviços prestados ao bem-estar e à educação infantil.